# اولیاجه
اولیاجه اولجه یکی از روستاهای استان آذربایجان شرقی است که در دهستان کاغذکنان شمالی بخش کاغذکنان شهرستان میانه واقع شده‌است.
اولیاجه از روستاهایی است که در تابستان هوایی بسیار گرم ودر زمستان هوایی بسیار سرد را سپری می‌کند، زردآلو، آلو، هلو، آلبالو، سیب، گیلاس، گلابی، به، زیتون، انجیر، انگور، توت، شاه توت و تمشک از جمله میوه‌های این روستا هستند. این روستا امامزاده معروفی در بین اهالی شهرستان میانه دارد که اغلب برای زیارت به ان مکان می‌روند. اولیاجه با شاهعلی بیگلو، کنجین، قشلاق، رشیدآباد، ابابین، طوین، کهورینوکجل همسایه است. حبوبات، میوه جات، سبزی جات، صیفی جات، غلات، لبنیات ،عسل و گندم در این روستا وجود دارد اما به دلیل کمبود جلگه ای با کمبود مواجه است.
اولیاجه از جمله روستاهای گردشگری و تفریحی کاغذکنانشهرستان میانه آذربایجان شرقی محسوب می‌شود.
هوای اولیاجه به هوای مغان شباهت دارد ولی خاک ان هیچ شباهتی به این منطقه ندارد.
اولیاجه روستایی که در میان ناهمواری‌ها، کوه‌ها و صحراها گم شده‌است.